# VIIIe siècle
Voir aussi : Liste des siècles, Chiffres romains
Le VIIIe siècle (ou 8e siècle) commence le 1er janvier 701 et finit le 31 décembre 800.

## Événements

### Afrique

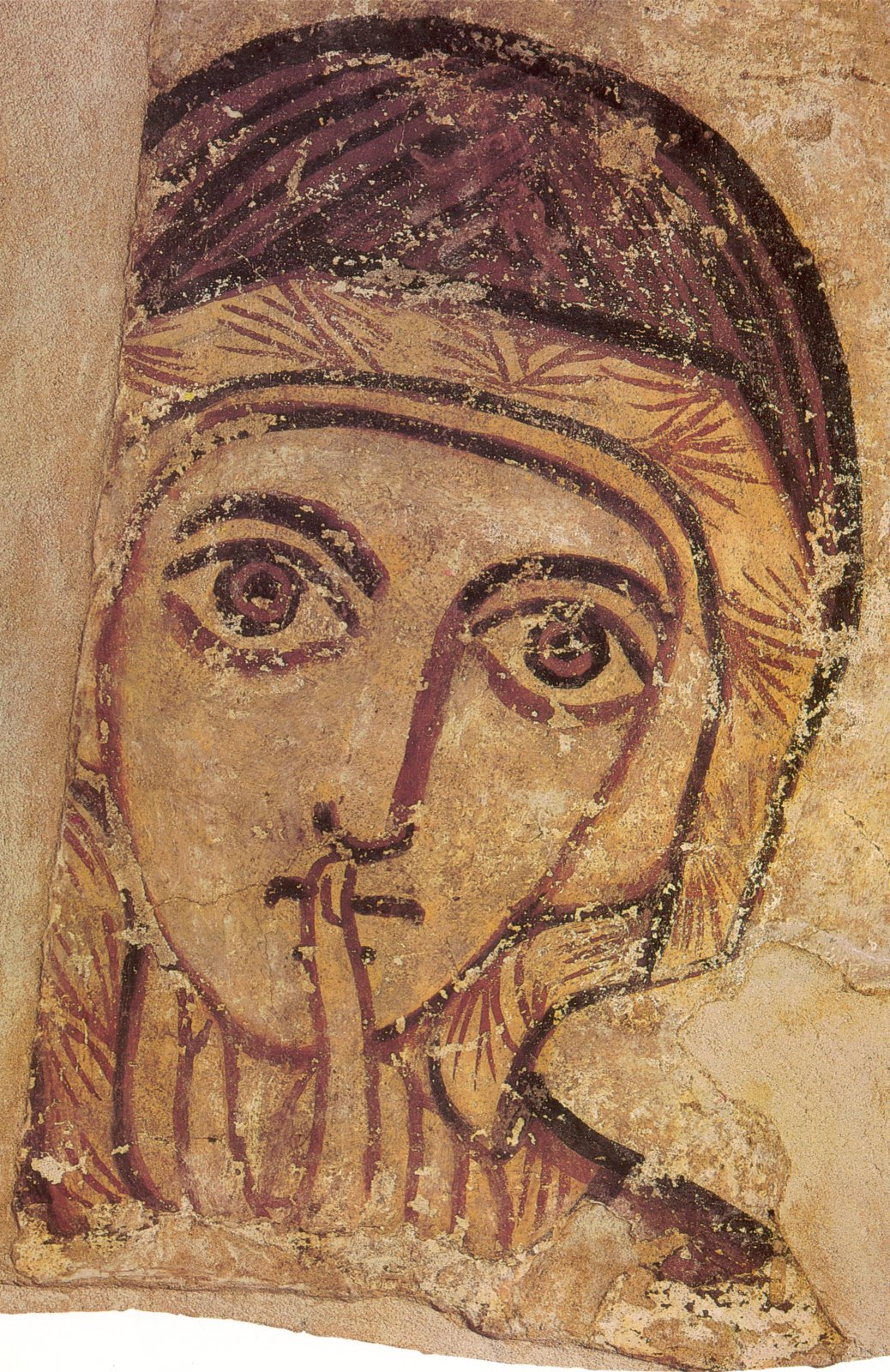
Fresque de l'église de Faras (Soudan) représentant Sainte Anne (VIIIe siècle ap. J. Chr.)

- Après 702 : déclin du Royaume d'Aksoum en Éthiopie.
- 789 : début du règne d'Idris Ier, proclamé Sultan au Maroc (fin en 791). Début de la dynastie Idrisside. Fondation du Royaume du Maroc et de la ville de Fèz[1].
- Vers 790 : développement de l’empire du Ghana sous la dynastie des Sissé Tounkara fondée par Kaya Magan Cissé[2].

- Les Proto-Bantous, nés d’un métissage entre les néolithiques sahariens et les paléolithiques soudanais, ont commencé une longue migration dès la fin du Ier millénaire av. J.-C., poussés par la pression démographique. Ils partent à la recherche d’un nouvel habitat et introduisent progressivement l’usage du fer en Afrique centrale, tandis que l’usage des couteaux de pierre persiste en Afrique australe jusqu’au milieu du XIXe siècle. Une partie d’entre eux se sont vraisemblablement enfoncés directement vers le sud en descendant les fleuves Sangha et Oubangui. D’autres ont contourné la forêt équatoriale avant de se diriger vers le sud. Le premier groupe de ces Proto-Bantous a formé le noyau Bantou occidental et le second est à l’origine du noyau Bantou oriental centré sur la province zaïroise de Shaba (ex-Katanga), d’où la langue bantoue se diffuse vers l’est, l’ouest et le sud. Ils occupent le bassin du fleuve Congo vers le VIIIe ou le IXe siècle[3].

- Royaume de Kanem fondé par une dynastie Téda (tribu Toubou) au Soudan tchadien. Le mélange des Téda avec les populations indigènes (Sao) produit un peuple mixte, les Kanembou[4].

### Amérique

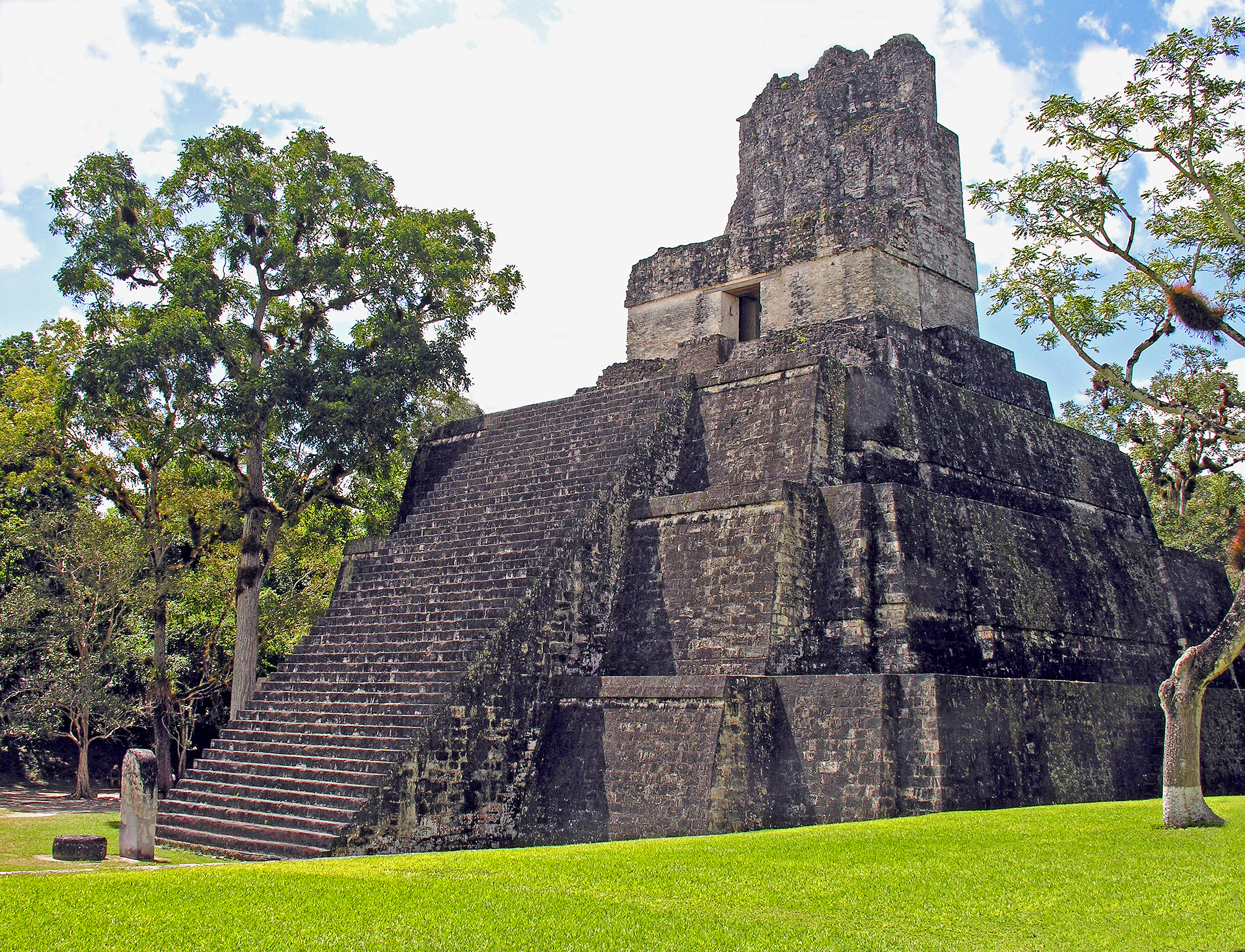
Le temple II de Tikal.

- 682-790 : reconstruction de la cité maya de Tikal, avec cinq temples-pyramides, des jeux de balle, des temples et des palais reliés par de larges chaussées. Tikal compte entre 40 000 et 70 000 habitants au VIIIe siècle[5].
- 700-1300 : civilisation de Tiahuanaco au sud puis au nord du Pérou et à l’est de la Bolivie. La cité de Tiahuanaco (Bolivie), la plus haute des villes anciennes des Andes, compte plus de 100 000 habitants entre 700 et 1300[6]. Architecture en larges blocs de basalte et de grès (porte du soleil), sculpture anthropomorphe et zoomorphe, poteries et tissus polychromes, objets en métaux précieux plaqués. La religion de l’État de Tiahuanaco, pénètre progressivement le Pérou des Andes et de la côte[7].
- 700-800 : construction de Cahokia, la plus ancienne agglomération d’Amérique du Nord, première des villes du Mississippi, bâties autour de terrasses-temples[8].
- 750-900 : première période Pueblo en Amérique du Nord[9].
- 750-1150 : enceinte sacrée de Chichén Itzá (Yucatán), utilisée pour les sacrifices rituels. Des objets sont jetés dans le puits rituel (cénote). Usage permanent pendant 1 000 ans[10].
- 775-975 : période coloniale de la civilisation des Hohokams[11]. Le sud-ouest de l’Amérique du Nord est dominé par les cultures de Hohokam, de Mogollon et d'Anasazi (Utah, Colorado, Arizona, Nouveau-Mexique, Sonora, Chihuahua). Céramique de grande qualité. La plus ancienne culture, celle de Hohokam se situe dans les déserts de l’Arizona méridional et du Sonora septentrional. Les établissements sont faits de maisons-silos étroites, à demi-souterraines, situées près de fleuves permettant une irrigation (culture du maïs, haricots, courges, coton, peut-être du tabac et de l’amarante).

### Asie

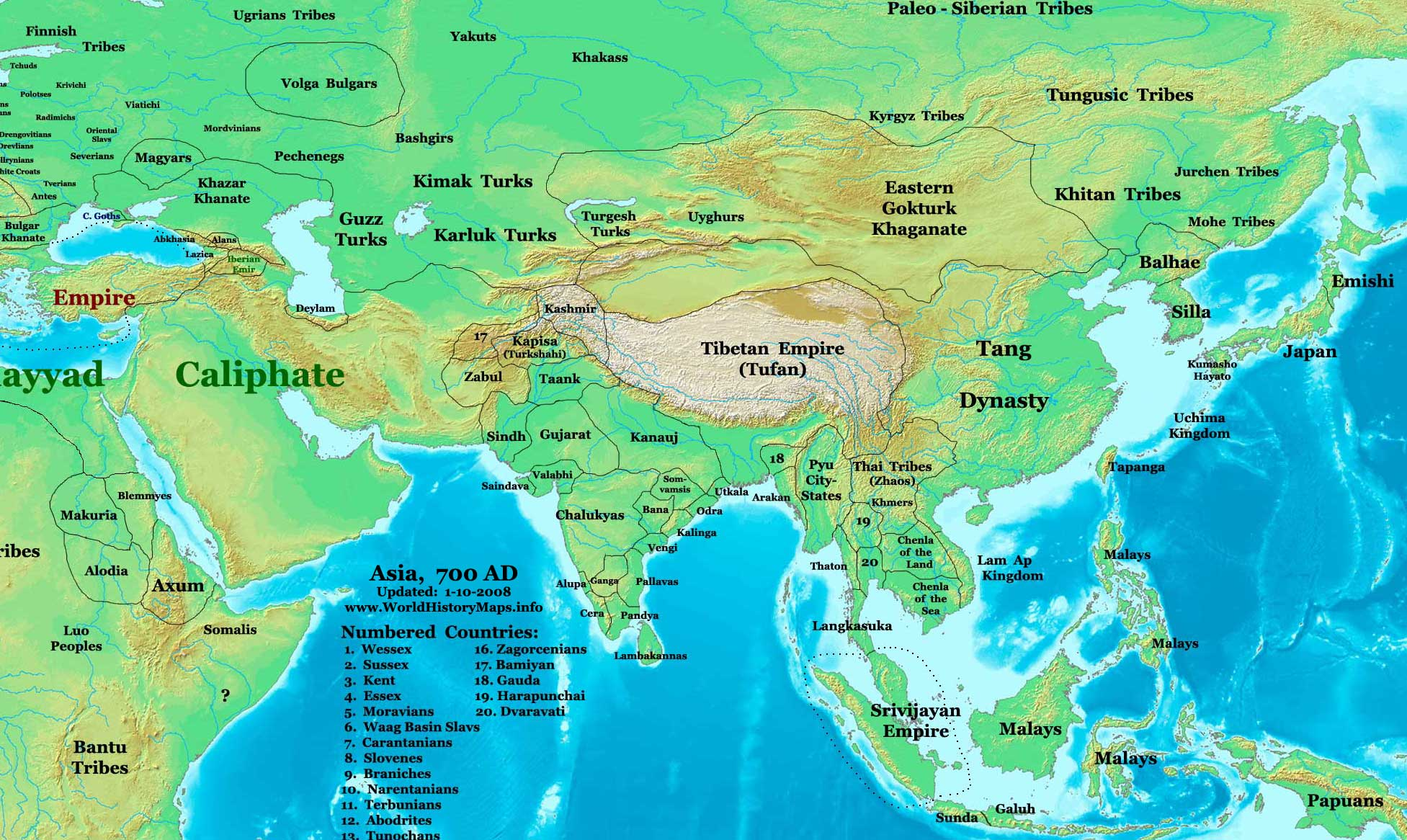
L'Asie vers 700.

- 710-794 : époque de Nara au Japon. La capitale est transférée à Heijō-kyō (Nara) en 710[12]. La pratique du hanami, coutume d'appréciation des fleurs, remonte sans doute à cette période[13].
- 713-742 : période Kaiyuan ; âge d'or de la dynastie Tang sous le règne de Xuanzong[14].

- 732–1006 : royaume de Mataram à Java[15]. Il tombe aux mains de la dynastie Sailendra qui règne  aussi dans le royaume de Srivijaya[16]. La suprématie alterne entre Sumatra et Java. Sumatra contrôle les détroits et le commerce avec la Chine et les îles à épice, Java a une agriculture prospère qui peut fournir du riz aux îles à épices.

- 727-919 : des ambassades du royaume de Parhae (Balhae ou Bohai) viennent irrégulièrement présenter le tribut à l’empereur du Japon. Parhae envoie trente-cinq ambassades au Japon et la cour japonaise treize ambassades à Parhae pendant la période. Parhae échange des fourrures contre des textiles japonais[17].
- 744 : effondrement du Khaganat turc. les Ouïghours forment une fédération du sud du lac Baïkal (744-840). Karlouks et Tölech nomadisent de l’Altaï au lac Balkhach. Au sud du lac vivent les Türgesh[18].
- 753-973 : en Inde, la dynastie Rastrakuta domine l’ouest du Dekkan[19].
- 767-787 : raids de troupes venues par mer de Java sur les côtes Indochinoises (Champā)[20] (inscription de Kanjuraha ou Dinaja, à Java). Au milieu du siècle, le territoire du Cambodge, morcelé en principautés, tombe sous la suzeraineté de Java[21]. Construction de sanctuaires dédiés à Shiva sur le plateau de Dieng et du temple de Borobudur bouddhique dans le centre de l'île de Java.

### Proche-Orient
- 750 : les Abbassides succèdent aux Omeyyades et gouvernent l’empire arabe. La langue arabe, fixée lors de la rédaction du Coran (arabe classique), devient la langue administrative de l’empire. Elle devient avec l’Islam un instrument de culture et d’unité : la Syrie et l’Irak sont profondément arabisées. L’Iran est passé complètement sous la domination des Arabes mais la petite noblesse des dekhans garde son importance sociale et économique. L’islam se substitue progressivement au zoroastrisme en se teintant d’influences mystiques et dualistes. La langue et la culture iranienne résistent et commencent à influencer les conquérants. En Égypte, des populations arabes arrivées par vagues se sédentarisent. La langue arabe s’impose progressivement dans les populations chrétiennes et le copte devient une langue de culte, mais le particularisme égyptien persiste[22].

### Europe
- 680-850 : prospérité économique de Duurstede (Dorestad), sur le Rhin[23].
- 711 : débarquement de troupes arabes à Gibraltar, début de la conquête musulmane de la péninsule Ibérique[24].
- 726-780 : première période iconoclaste de l'Empire byzantin[25].
- 732 : victoire de Charles Martel, maire du palais d'Austrasie, sur les Arabes d'Abd el Rahman à Poitiers. Expansion maximale de l'empire arabe en Occident[24].
- 743-751 : règne de Childéric III, dernier des rois Mérovingiens, déposé en 751. Pépin le Bref est proclamé roi des Francs puis sacré par le pape en 754 ; début de la dynastie carolingienne[26].
- Vers 750 : Le nom de la ville de Varna apparaît pour la première fois dans la seconde partie du VIIIe siècle, qui auparavant était Odessos.
- 759 : Pépin le Bref reprend Narbonne aux musulmans[24].
- 763 : assolement triennal attesté à Saint-Gall[27].
- 768 - 814 : Charlemagne (742 - Aix-la-Chapelle, 814), roi des Francs et des Lombards (774) puis empereur d'Occident (sacre en 800)[26].
- 791-805 : guerres des Francs contre les Avars[28].
- 793 : début de l’Âge des Vikings. Le navire viking acquiert vers 700 sa forme classique. Il est divisé en deux familles principales, les langskip, navires de guerre pontés dotés d'un équipage de rameurs important, et les kaupskip, plus massif, qui se déplacent à la voile et sont utilisés pour le commerce. Il permet aux Vikings d’emprunter trois grandes routes maritimes : les Norvégiens vont au nord-ouest, vers l’Écosse, l’Irlande, les Féroé, l’Islande, le Groenland et le Labrador ; les Danois vers l’ouest et le sud, en Grande-Bretagne et sur le continent jusqu’en Méditerranée ; les Suédois vers l’est par la Baltique et les pays slaves jusqu’à la mer Noire et Constantinople[29].
- Fin VIIIe siècle : style artistique de Blatno en Slovaquie du nord, empruntant des éléments à l’art franc, à l’art viking et à celui du sud-est[30].

- Époque probable de la rédaction du poème épique anonyme Beowulf[31]. Il dépeint la société saxonne, fondée sur la guerre, l’héroïsme, l’honneur et la générosité[32].

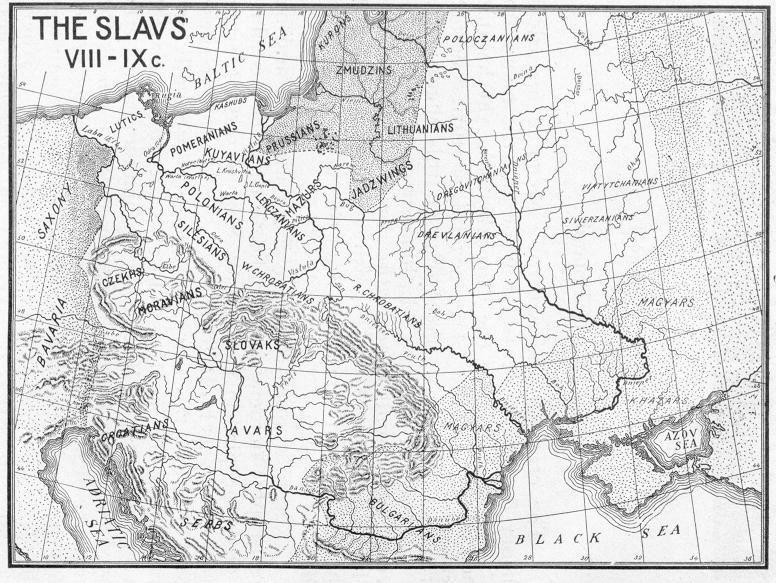
Les peuples slaves aux, carte de 1917.

- Au début du VIIIe siècle, les Slaves des Alpes, dont la tribu principale est celle des Carantaniens, afin d’échapper à la soumission des Avars, font appel aux Bavarii du duc Odilon. Venu du nord des Carpates ou des Balkans, envoyés par les Byzantins pour combattre les Avars, leur habitat atteint alors le Pustertal. Ils reculent et à la fin du siècle la frontière de leur peuplement se trouve à l’Enns, qui les sépare des Bavarois. À leur tête se trouve un župan, élu par le peuple selon un rite conservé jusqu’en 1414. Les populations slaves et romanisés de la région fusionnent au cours du IXe siècle, avec le maintien dans certaines vallées d’éléments romans comme les Ladins du Tyrol et les Frioulins de la Vénétie orientale[33].
- Les peuples baltes sont répartis entre la Vistule et le golfe de Finlande. Les Prussiens (Pruzzen) entre la Vistule et le Niémen, proche des Lituaniens, les Lituaniens, divisés en tribus nombreuses (dont les Schmudes, en Samogitie), dans le bassin du Niémen, les Lettons (Lettgalles, Zemgales, Seles) autour du golfe de Rīga, les Lives et les Estes au nord, jusqu’au golfe de Finlande, Finno-ougriens apparentés aux tribus finlandaises. Des commerçants et aventuriers scandinaves colonisent la région des pays baltes à partir du VIIe siècle, puis remontent les fleuves comme la Dvina, la Bérézina, le Dniepr pour atteindre Constantinople au IXe siècle. La chronique de Nestor (vers 1115) énumère les peuples baltes ayant payé tribut au prince de Kiev : les Lives, les Samigotes, les Pruzzes et les Čud (Estes)[33].
- Des tribus hongroises quittent la région de Bachkirie (Magna Hungaria) et migrent vers le sud à partir du VIIe ou VIIIe siècle. On les retrouve sur la Volga, puis sur le Don (Levédia), où ils cohabitent avec les Bulgares, notamment les Onogours, et établissent des rapports étroits avec l’empire des Khazars (plus de 200 mots hongrois sont d’origine turco-bulgare, d’autres montrent l’influence iranienne des Sarmates et des Alains). Après 700, certaines tribus hongroises avancent jusqu’au nord du Caucase (Magyars Savard), d’autres vers le nord de la mer Noire (Etelköz)[34].

## Personnages significatifs
- Chefs politiques :
  - Charles Martel (v. 688, 741), chef franc
  - Pépin le Bref (v. 715, 768), roi des Francs,
  - Charlemagne (742, 814), empereur, fondateur de l'Empire carolingien.
  - Kanmu (737, 806), empereur du Japon,
  - Genmei (661, 721), impératrice du Japon.
  - Léon III l'Isaurien (717-741), Basileus, vainqueur des Arabes à Akroïnon.
  - Abû al-Abbas, dit as-Saffah (750-754), premier calife abbasside.
  - Al-Mansur (754-775), second calife Abbasside, fixe la capitale à Bagdad (762)[35].
  - Harun ar-Rachid (786-809), cinquième calife Abbasside
  - Tariq ibn Ziyad, conquérant berbère de l'Espagne wisigothique
  - Idris Ier (745-791), fondateur du Royaume du Maroc, de la ville de Fèz et de la dynastie des Idrissides.

- Philosophes et théologiens :
  - Bède le Vénérable (672-735), mathématicien, philosophe, historien, a développé les arts libéraux, a créé le comput,
  - Paul Diacre (720-800), érudit d'origine lombarde,
  - Alcuin (730-804), religieux anglais, l'un des principaux conseillers de Charlemagne, théologien.
  - Théodulf d'Orléans (750-821), théologien,
  - Shankara, philosophe indien né vers 780.
- Artistes :
  - Li Bai (701, 762), poète chinois
  - Du Fu (712, 770), poète chinois
  - Han Gan (v. 706, 783), peintre chinois

- Scientifiques:
  - Jia Dan (en), cartographe et géographe chinois
  - Kim Am, astronome, astrologue, commandant militaire, maître du yin-yang et chaman coréen.

Voir : Philosophes et théologiens du VIIIe siècle